# The Amazing Bay
The Amazing Bay (tên đầy đủ là The Amazing Bay – Vịnh Kỳ Diệu) là một công viên nước do tập đoàn Suối Tiên làm chủ sở hữu, tọa lạc tại thành phố Biên Hòa, tỉnh Đồng Nai. Đây là công viên nước lớn nhất tại Việt Nam.

## Vị trí
Công viên nước The Amazing Bay tọa lạc trên tuyến quốc lộ 51, khu phố 4, phường An Hòa, thành phố Biên Hòa, tỉnh Đồng Nai, cách trung tâm Thành phố Hồ Chí Minh 30 km và cách khu du lịch Suối Tiên 14 km.

## Xây dựng

công viên nước The Amazing Bay

The Amazing Bay nằm trong dự án thành phố du lịch Sơn Tiên, do tập đoàn Suối Tiên làm chủ đầu tư, có tổng vốn đầu tư 2.500 tỉ đồng. Công viên này trải rộng trên một phạm vi diện tích 25 ha, được lấy cảm hứng từ truyền thuyết "Long Vương và Nữ thần Ngọc Trai". Ngày 30 tháng 4 năm 2022, công viên chính thức mở cửa đón du khách.

## Đặc điểm
The Amazing Bay được chia làm 5 phân khu bao gồm: "Thành phố dưới đại dương", "Thử thách băng giá bùng nổ", "Bí ẩn Cảng Hoàng gia", "Bãi biển Thiên đường" và "Hang động kỳ quan". Phân khu "Thành phố dưới đại dương" bao gồm các dãy phố mua sắm và một khu lướt sóng mang tên "Ngọn sóng ngoạn mục". Ở phân khu "Thử thách băng giá bùng nổ" là 3 cụm trò chơi chủ đề đại dương Bắc Cực dành cho trẻ em cùng dòng sông nhân tạo có chiều dài 700 m, có sức chứa tối đa lên đến 6.000 người. Phân khu "Bí ẩn Cảng Hoàng gia" gồm 5 đường trượt có tổng chiều dài 650 m. Riêng phân khu "Hang động kỳ quan" bao gồm hàng loạt các trò chơi mạo hiểm với hai đường trượt mang tên "Cơn bão ma thuật" và "Thảm bay thần kỳ".
Hệ thống đường trượt của công viên có độ cao hơn 20 m, dài 155 m với tốc độ trượt 40 km/giờ, với tổng cộng hơn 30 đường trượt. The Amazing Bay có tổng cộng 19 trò chơi nước, do hãng ProSlide của Canada độc quyền cung cấp, qua đó biến nơi này trở thành công viên nước đầu tiên của Việt Nam sử dụng 100% thiết bị trò chơi của hãng ProSlide. Ngoài ra, công viên còn lắp đặt một màn hình LED ngoài trời có kích thước hơn 2.000 inch.
The Amazing Bay hiện đang nắm giữ 5 kỷ lục quốc gia do Tổ chức Kỷ lục Việt Nam trao tặng, bao gồm: "công viên nước lớn nhất Việt Nam", "biển nhân tạo nước ngọt có diện tích lớn nhất Việt Nam", "biển nước ngọt có cột sóng nhân tạo cao nhất Việt Nam", "dòng sông nhân tạo uốn lượn dài nhất Việt Nam" và "công viên nước có màn hình LED ngoài trời lớn nhất Việt Nam". Trung bình, một người lớn phải trả 450 nghìn đồng và trẻ em phải trả 250 nghìn đồng để trải nghiệm dịch vụ tại đây.